# South of Midnight
South of Midnight est un jeu vidéo d'action-aventure développé par Compulsion Games et édité par Xbox Game Studios, sorti le 8 avril 2025 sur Windows et Xbox Series,.

## Développement
Annoncé en 2023, une séquence de gameplay est montrée lors du Xbox Games Showcase 2024 avec une fenêtre de sortie pour 2025.

## Réception

### Fréquentation
Le 4 mai 2025, South of Midnight dépasse le million de joueurs, regroupant à la fois les exemplaires vendus et les accès depuis l'abonnement Xbox Game Pass. Selon Guillaume Provost, le PDG de Compulsion Games, ce chiffre relativement bas s'explique par le fait qu'« il ne s'agit pas [pour le studio] de créer des blockbusters façon Call of Duty mais de proposer des jeux qui apportent une touche distinctive, permettant soit d'attirer un nouveau public, soit de tout simplement diversifier le catalogue [du Game Pass]»,.

### Galerie artistique
- Compulsion Games, « Art Blast », sur ArtStation, 8 avril 2025 : recueil de concept arts et de bandes de démonstration du jeu fini.